# 粗壮曲瓣梾木
粗壮曲瓣梾木（学名：Swida monbeigii var. crassa）为山茱萸科梾木属下的一个变种。

## 扩展阅读
- 維基物種上的相關：粗壮曲瓣梾木